# Callionymus leucopoecilus
Callionymus leucopoecilus es una especie de peces de la familia Callionymidae en el orden de los Perciformes.

## Distribución geográfica
Se encuentra en Corea.

## Observaciones
Es inofensivo para los humanos.